# نهال تجدد
نهال تجدد (زاده ۶ اسفند ۱۳۳۸، تهران) نویسنده و پژوهشگر ایرانی است. او در فرانسه زندگی می‌کند. او همسر ژان-کلود کاریر، فیلم‌نامه‌نویس مشهور فرانسوی است. تجدد در سال ۲۰۰۷ دریافت‌کنندهٔ مدال بزرگ فرانکوفونی از فرهنگستان فرانسه بود.

## زندگی
وی از خاندان حائری مازندرانی پدرش، رضا تجدد، نویسندهٔ ایرانی و مادرش، مهین جهانبگلو از پیشگامان نمایشنامه‌نویسی در ایران است.
«نهال تجدد» در دههٔ ۷۰ میلادی برای فراگیری فرهنگ و ادبیات چین به فرانسه رفت و در نزد کسانی چون فرانسوآ چنگ، متخصص شعر، خطاّطی و نقاشی چینی به‌تحصیل ادبیات و فرهنگ چین پرداخت.

## تحصیلات
تجدد دارای دکترای زبان و ادبیات چینی از مؤسسه ملی زبان‌ها و تمدن‌های شرقی فرانسه است.

## آثار
- «روشنایی خاموش‌شده»، نهال تجدد، میترا معصومی (مترجم)، تهران: نشر ثالث، ۱۳۸۶[۳]
- «عارف جان سوخته: داستان شورانگیز زندگی مولانا»، نهال تجدد، مهستی بحرینی (مترجم)، تهران: انتشارات نیلوفر ۱۳۸۶[۴]
- «در جستجوی مولانا»، نهال تجدد، مهستی بحرینی (مترجم)، تهران: انتشارات نیلوفر ۱۳۹۵[۵]
- Passeport à l'iranienne" ,Livre De Poche, June ۱۲٬۲۰۰۹"،Mass Market Paperbound"
- Tehran, Lipstick and Loopholes" Little, Brown Book Group Limited، ۲۰۱۱-۱۰-۰۱"
- «ملک گرسنه: تقویم شمس تبریزی»، نهال تجدد، تهران: نشر چشمه، ۱۳۹۹[۶]
- «ایرانی‌تر»، نهال تجدد، تهران: نشر چشمه، ۱۴۰۲[۷]